# Moisés (1948–2008)
Moisés, właśc. Moisés Matias de Andrade (ur. 10 stycznia 1948 w Resende, zm. 26 sierpnia 2008 w Rio de Janeiro) – brazylijski piłkarz, występujący podczas kariery na pozycji obrońcy.

## Kariera klubowa
Moisés swoją piłkarską karierę rozpoczął w klubie Bonsucesso Rio de Janeiro w 1968. W latach 1968–1970 kolejno występował w CR Flamengo, Botafogo FR i ponownie w Bonsucesso. W latach 1971–1975 występował we CR Vasco da Gama. W barwach Vasco zadebiutował 8 sierpnia 1971 w zremisowanym 0-0 meczu ze Cearą Fortaleza zadebiutował w lidze brazylijskiej. Z Vasco zdobył mistrzostwo Brazylii w 1974. W latach 1976–1978 występował w Corinthians Paulista. Z Corinthians zdobył mistrzostwo stanu São Paulo – Campeonato Paulista w 1977. Łącznie w barwach Timão rozegrał 122 mecze. W latach 1978–1979 ponownie występował we Flamengo, z którym zdobył mistrzostwo stanu Rio de Janeiro – Campeonato Carioca w 1978. W 1979 występował w innym klubie z Rio – Fluminense FC, po czym na krótko występował we Francji w Paris Saint-Germain.
Ostatnim klubem w karierze Moisésa było Bangu AC, w którym występował w latach 1980–1982. W barwach Bangu 7 kwietnia 1982 w wygranym 2-1 meczu z Corinthians Moisés po raz ostatni wystąpił w lidze. Ogółem w latach 1971–1982 rozegrał w lidze 162 spotkania, w których strzelił 1 bramkę.

## Kariera reprezentacyjna
Jedyny raz w reprezentacji Brazylii Moisés wystąpił 21 czerwca 1973 w wygranym 1-0 towarzyskim meczu z reprezentacją ZSRR.

## Kariera trenerska
Po zakończeniu kariery piłkarskiej Moisés został trenerem. W latach 1983–1985 był trenerem swojego byłego klubu Bangu. Moisés poprowadził Bangu do największego sukcesu w jego historii w postaci wicemistrzostwa Brazylii 1985. Później trenował m.in. Santa Cruz Recife, Clube Atlético Mineiro czy portugalskim CF Os Belenenses.